# Ocnogyna intermedia
Ocnogyna intermedia là một loài bướm đêm thuộc phân họ Arctiinae, họ Erebidae.